# Disco de oro (canción)
«Disco de oro» es una canción grabada por la banda mexicana de indie rock Little Jesus, seleccionada como el tercer sencillo de su tercer álbum de estudio Disco de oro. La canción hizo su estreno en las estaciones de radio el 9 de mayo de 2019. 
Fue escrita por el vocalista del grupo, Santiago Casillas junto a Juliana Ronderos de Salt Cathedral. Casillas se encargó de la producción. Alcanzó más de 6 millones de reproducciones en Spotify.La canción es una reflexión melancólica sobre el paso del tiempo y la idealización del pasado. La letra evoca recuerdos de lugares específicos como Acapulco y la Ciudad de México, mencionando detalles como tormentas de verano y fiestas que resultaron decepcionantes. La frase «Me gustabas más antes de conocerte» sugiere un contraste entre las expectativas previas y la realidad, que expresa desilusión y nostalgia.

## Video musical
Un vídeo musical oficial fue lanzado para «Disco de oro», publicado el 9 de mayo de 2019 en la plataforma digital YouTube. Fue dirigido por los estudios Iglú y producido por Sony Music México. Ha recibido más de 1 millón de reproducciones desde su publicación.

## Lista de canciones

### Descarga digital
| Disco de oro — Sencillo |                |          |  |
| N.º                     | Título         | Duración |  |
| 1.                      | «Disco de oro» | 4:21     |  |